# Гёце, Болеслав
Болеслав (Бернард) Гёце (Гетце, Гоец) — польский пастор, миссионер, богослов и христианский журналист. Значительная часть его духовного труда была посвящена русским. Автор особой разметки Библии с комментариями — «Библии Гёце», распространённой до настоящего времени, а также «Библейского словаря Гёце».

## Биография
Болеслав родился 6 апреля 1888 года в польском городе Пабьянице. Его отец Ян Генрих был лютеранином, а мать Анна Ниговская — католичкой. В 14 лет Болеслав прошёл конфирмацию в Евангелическо-лютеранской церкви. Однако 26 февраля 1903 года, после общения с баптистами, Болеслав крестился в баптистской церкви в Лодзе. В 1907—1909 годах учился в баптистской семинарии в Лодзе. После обучения до конца 1918 года нёс миссионерское служение в России. Впоследствии переехал в Варшаву.

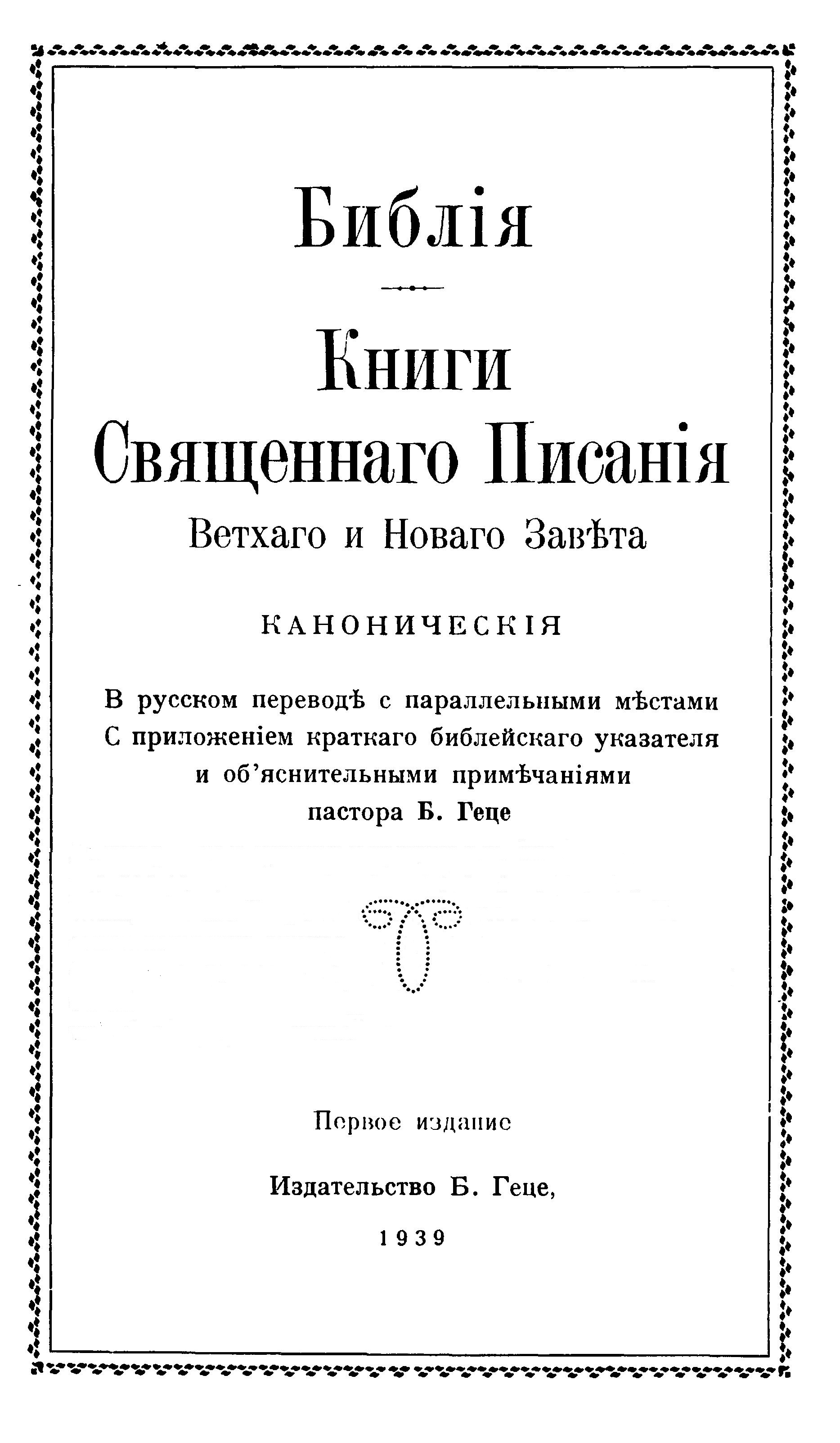
Титульная страница позднего переиздания Библии Гёце

В 1922-1924 годах был директором англо-американской миссии по оказанию помощи в Варшаве. В 1923 году он совершил миссионерскую поездку в СССР (на Украину и в Россию) в качестве варшавского инспектора Русского миссионерского общества, возглавляемого Вильгельмом Фетлером (жившего тогда в Риге). Болеслав входил в число основателей и активистов созданного в 1924 году Общества взаимопомощи евангельских христиан в Варшаве, а также созданного в 1930 году христианского миссионерского общества. В 30-е гг. XX века создал в Варшаве собственный миссионерский центр, занимавшийся изданием и продажей христианской прессы и изданий в польском, русском и немецком языках (кроме польского и немецкого, он владел русским, украинским, голландским и английским языками). Он основал под Варшавой приют для бедных девочек и активно помогал всякой миссионерской деятельности. 
23 сентября 1939 года, после нападения фашистской Германии на Польшу, во время бомбёжки Варшавы одна из бомб упала на дом, где жила семья Гёце. Один из семерых детей Гёце был тяжело ранен в голову. Семья Гёце переехала в Германию, а затем поселилась в Канаде.
Болеслав Гёце умер 7 января 1962 года на семьдесят четвёртом году жизни в канадском городе Китчинер, не дождавшись второго издания Библии.

## Книги

### Библия Гёце
Самое известное издание Гёце — это русская Библия с объяснительными примечаниями. Она издана в традиционном синодальном переводе.
Вот что пишет сам Гёце в своих мемуарах: «Более всего я был убеждён в том, что Господь возложил на меня задачу издать русскую Библию в новой обработке, напечатанную ясным и лёгким для чтения шрифтом. И менее всего я мог представить себя способным справиться со столь огромной и важной работой. Мы с несколькими сотрудниками занимались подготовкой этого издания, никому не сообщая о нашей работе. И лишь когда рукопись была уже готова к печати, мы выступили с ней открыто. Речь не шла о новом переводе Библии, мы изменили только несколько устаревших выражений. Отдельные главы разделили подзаголовками соответственно изданиям Библии на других языках и дополнили её многими ссылками на параллельные места. Особенно важные стихи набрали жирным шрифтом. Кроме того. Библия была снабжена объяснительными примечаниями и цветными географическими картами. В ходе этой работы мы пользовались советами наших русских друзей, миссионеров, проповедников, священников и учеников Библейской школы… Мы оставили старую орфографию за исключением буквы ъ, изъяв которую мы получили возможность уменьшить объём книги приблизительно на 70 стр.
Новая русская Библия вышла за два месяца до начала Второй мировой войны. 4000 экземпляров успели разойтись за весьма короткое время в самом начале войны. Остальные 6000 экземпляров были уничтожены гестапо. У меня сохранились документы, свидетельствующие об этом».
В финансировании этого издания приняли участие христиане многих стран, особенно Голландии и Швейцарии. Среди оказавших помощь был также брат шведского короля Оскар Бернадот.
Все многочисленные последующие переиздания Библии Гёце были сделаны уже после его смерти.

### Другие книги
- Б. Гёце «Библейское зеркало для всех» (Пособие для исследователей Слова Божьего и работников на ниве Божьей). 576 стр. 1938. Было переиздано под названием: «Библейское зеркало. Библейский тематический словарь-справочник». Институтъ перевода Библіи. Стокгольм. 1978.